# Chapelle Notre-Dame-de-Lourdes de Saint-Pierre
Pour les articles homonymes, voir Chapelle Notre-Dame-de-Lourdes.
La chapelle Notre-Dame-de-Lourdes de Saint-Pierre est une chapelle de l'île de La Réunion, département d'outre-mer français dans le Sud-Ouest de l'océan Indien. 

## Localisation
Cette chapelle est située allée Bois-Noirs, à Bois d'Olives, sur le territoire de la commune de Saint-Pierre. Elle est inscrite monument historique depuis le 17 décembre 2015.

## Architecture
Elle a été construite au deuxième quart du XIXè siècle et n'a subi aucune modification depuis. Elle est peinte en blanc et possède une toiture en tôle.

## Chapelle catholique
La chapelle Notre-Dame-de-Lourdes est affectée au culte catholique,. Deux messes hebdomadaires y sont célébrées, le samedi soir et le dimanche matin.